# Kotliny podkarpackie
Kotliny podkarpackie – pas rzeźby w Polsce, występujący pomiędzy Karpatami, a pasem wyżyn. Dzieli się na trzy części: Kotlinę Oświęcimską, Bramę Krakowską i Kotlinę Sandomierską. Kotliny te powstały w zapadlisku tektonicznym, które wytworzyło się na przedpolu Karpat w czasie alpejskich ruchów górotwórczych. Są to tereny równinne, lecz czasem występują niezbyt wysokie wzniesienia.
W południowej części Polski, pomiędzy Karpatami a Wyżynami, rozciąga się pas obniżeń zwany Kotliną Oświęcimską i znacznie rozleglejszą Kotlinę Sandomierską. Kotliny łączy wąskie obniżenie, zwane Bramą Krakowską.
Kotliny Podkarpackie wznoszą się na wysokość od 140 do 250 m n.p.m.
Krajobraz ich północnej części ma charakter nizinny. Dominują tu rozległe płaskowyże, równiny oraz szerokie doliny. Kotliny Podkarpackie obejmują obszar zapadliska tektonicznego. Powstało ono w czasie alpejskich ruchów górotwórczych. Obszar ten był zalany w trzeciorzędzie przez morze. Świadczą o tym warstwy osadów morskich o dużej grubości. Zawierają one bogate złoża soli kamiennej, eksploatowane od wielu stuleci w okolicach Bochni i Wieliczki.